# Bahnhof Bristol Parkway

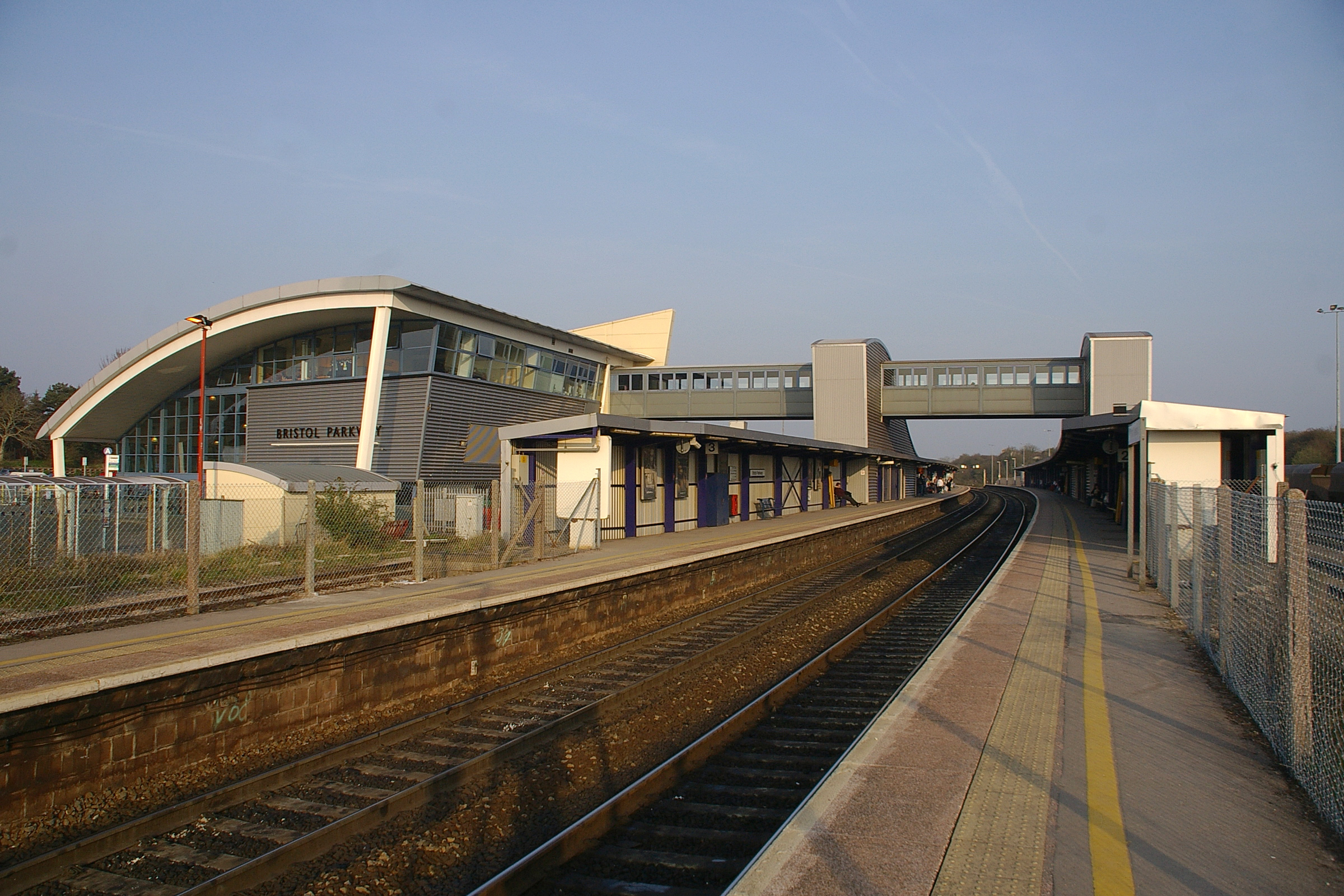
Das Bahnhofsgebäude mit den Bahnsteigen

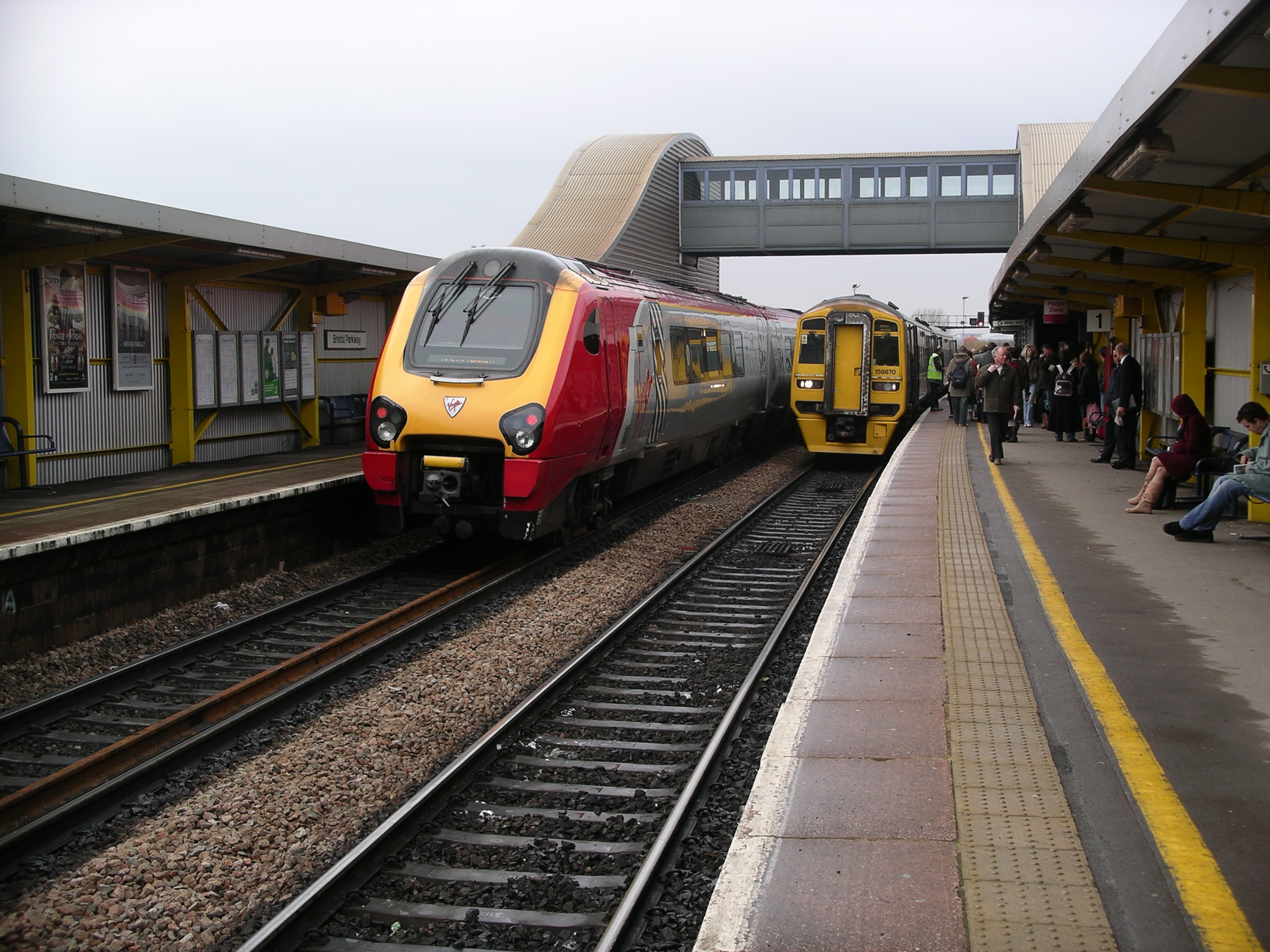
Die Bahnsteige mit einem Zug von CrossCountry

Bristol Parkway ist ein Bahnhof am nördlichen Stadtrand von Bristol, Großbritannien. Er liegt in der Nähe des Vororts Stoke Gifford im Distrikt South Gloucestershire und wird von Zügen der Gesellschaften Great Western Railway und CrossCountry bedient. Im Betriebsjahr 2004/05 nutzten 1,465 Millionen Fahrgäste diesen Bahnhof. Der Zusatz Parkway bedeutet, dass der Bahnhof als Park-und-Ride-Anlage konzipiert wurde.
Durch die Elektrifizierung der Bahnstrecken Great Western Main Line und South Wales Main Line ist der Bahnhof seit 2020 mit 25KV Oberleitung elektrifiziert. Der Fernverkehr von London Paddington nach Cardiff erfolgt seit Juni 2020 elektrisch.
Fünf Kilometer südlich, in der Nähe des Stadtzentrums, befindet sich der zweite größere Hauptbahnhof der Stadt, Bristol Temple Meads. Dieser ist der Endbahnhof der Great Western Main Line und bislang nicht elektrifiziert (Stand Januar 2022).

## Geschichte
Der Bahnhof wurde zu Beginn der 1970er Jahre an der South Wales Main Line errichtet. Es gab zahlreiche Gründe für einen neuen Bahnhof bei Stoke Gifford: Die Züge zwischen London und Südwales mussten von Swindon aus nicht mehr den zeitraubenden Umweg über Bath und Bristol Temple Meads nehmen, es konnte ein großer Parkplatz errichtet werden und die Bevölkerungszahl der nördlichen Vororte nahm rasch zu (insbesondere seit dem Bau der Satellitenstadt Bradley Stoke).
Eröffnet wurde der Bahnhof am 1. Mai 1972. Das Bahnhofsgebäude war architektonisch gesehen unauffällig, ein einzelner Flachbau auf der Nordseite der Gleise mit einer Fußgängerbrücke zu den beiden Bahnsteigen. Am 1. Juli 2001 erfolgte die Eröffnung eines neuen zweistöckigen Gebäudes, nicht mehr am westlichen Ende der Anlage gelegen, sondern etwas mehr zur Mitte versetzt. Die Fußgängerbrücke wurde mit dem Einbau von Aufzügen behindertengerecht ausgestattet. Der Umbau kostete Network Rail über 4 Millionen Pfund. Im Januar 2007 begann der Bau eines dritten Bahnsteigs, der im Mai 2007 in Betrieb genommen wurde. Ab 2008/09 wurden Planungen verfolgt, die Kapazität des Bahnhofs mit einem vierten für Personenzüge nutzbaren Gleis nochmals zu erhöhen. Der vierte Bahnsteig ging im Mai 2018 in Betrieb, seitdem stehen vier Bahnsteiggleise zur Verfügung.